# IC 2461
IC 2461 је спирална галаксија у сазвјежђу Рис која се налази на листи објеката дубоког неба у Индекс каталогу.
Деклинација објекта је + 37° 11' 27" а ректасцензија 9h 19m 58,0s. Привидна величина (магнитуда) објекта IC 2461 износи 14,1 а фотографска магнитуда 14,9. IC 2461 је још познат и под ознакама UGC 4943, MCG 6-21-19, CGCG 181-25, FGC 873, IRAS 09168+3724, PGC 26390.